# Rua Michel Milan
A Rua Michel Milan é uma rua brasileira localizada no bairro Vila Olímpia, distrito do Itaim Bibi, área abrangente administrada pela Prefeitura Regional de Pinheiros, na zona sul da cidade de São Paulo. Localiza-se entre a confluência da Praça Ministro Cheikh Pierre Amine Gemayel, com rua das Fiandeiras e rua Caetano Velasco, até confluência das Avenida Brigadeiro Faria Lima, Hélio Pelegrino e Praça Dr. Júlio Conceição Neves, no mesmo bairro.
Como reconhecimento e homenagem aos trabalhos e cooperações oferecidas ao longo de décadas pelo então empreendedor e empresário, o industrial Michel Rachid Jarjura Milan não só ao bairro de Vila Olímpia, mas assim como seu entorno, a Câmara Municipal de São Paulo, através do Projeto de Lei 01-2009/2012, referendado pelo então Prefeito Gilberto Kassab através do Decreto de Lei Municipal 49.969/08 resolveu atribuir com seu nome ao logradouro remanescente das intervenções levadas a cabo também na região da Vila Olímpia, a chamada Operação Urbana Consorciada Faria Lima.

## História da Vila Olímpia - séculos XIX e XX
No bairro de Vila Olímpia, que até o século XIX se chamava Rio das Pedras, uma parte significativa dos terrenos eram inundáveis e tinham função recreativa: caça e pesca. Também se encontravam as chácaras e sítios, ocupados nos fins de semana onde eram cultivadas flores e verduras. A onda imigratória em São Paulo trouxe os italianos e portugueses, que testemunharam, a partir de 1928, os trabalhos de retificação e canalização do Rio Pinheiros, a cargo da Light & Power Company, tendo como objetivos: prevenir inundações e gerar energia elétrica. No interregno entre os anos 1920 e 1950, segundo histórico da Empresa Paulista de Planejamento Metropolitano S.A. (Emplasa), os terrenos foram sendo comercializados, sem produzir grandes mutações na redondeza. Depois dos anos 1950, o bairro começou a crescer, fazendo desaparecer as chácaras e os sítios. No entanto, a região só começou a se valorizar após o saneamento e a canalização do Córrego do Sapateiro, na década de 1970, do que se originou a Avenida Presidente Juscelino Kubitschek. 
Até então, a Vila Olímpia era o bairro de residências modestas, pequenas vilas juntando várias famílias e pequeno comércio local configuravam um aglomerado de características populares. Tratava-se da parte alta do bairro, que dava frente para um baixadão com alguns galpões e poucas casas simples. A partir da década de 1970, porém, sem a preocupação com as cheias, com a abertura da Avenida dos Bandeirantes e outras benfeitorias, o setor imobiliário correu para agilizar a construção de imóveis que pudessem comportar não só áreas residenciais, mas também comerciais e culturais.
Nos anos 1990 e 2000 a chamada Operação Urbana Consorciada Faria Lima reorganizou os fluxos de tráfego de carros particulares e coletivos ao implantar o prolongamento da Avenida Brigadeiro Faria Lima interligando-a às Avenidas Pedroso de Moraes e Hélio Pelegrino até alcançar a Avenida República do Líbano, além de construir terminal multimodal junto a estações da CPTM e Metrô, onde após sua conclusão novas empresas por ali se instalaram, trazendo novos colaboradores e frequentadores ao bairro. 
Logo, megaprojetos arquitetônicos tomaram conta do espaço, comprovando que a Vila Olímpia se tornava o mais recente eixo de negócios da cidade, abrigando sedes de bancos e marcas famosas como  Unilever, Google, Yahoo, Buscapé, Intel, Symantec, Microsoft, Reebok  e muitas outras.

## Biografia do homenageado
Filho de imigrantes libaneses Michel Rachid Jarjura Milan estudou inicialmente em sua cidade natal Capivari – Estado de São Paulo, seguindo depois para completar os estudos na capital paulista, onde formou-se em Química Industrial no Colégio Oswaldo Cruz. Sua vocação, porém, era empreender e assim o fez.
Inicialmente foi comerciante, industrial e atuou no agronegócio. No final dos anos 50, Michel Milan conheceu o bairro de Vila Olímpia e com sua visão empreendedora profetizou que a região valeria ouro. A partir de 1960, atuando então como desenvolvedor urbano, realizou muitos investimentos na área denominada Baixa Vila Olímpia (atual região do Shopping JK e Shopping Vila Olímpia).
Cooperou na desfavelização do local, na recepção e no encaminhamento de migrantes nordestinos para vagas de trabalho na cidade e em suas próprias obras, na implantação de serviços como telefonia, iluminação e calçamento e outros melhoramentos, que, ao longo do tempo, ajudaram a transformar a Vila Olímpia num bairro futurista. Foi ainda responsável pela implantação de cerca de 60.000 m2 de edifícios de escritórios na região, entre eles os primeiros edifícios inteligentes da metrópole, que viriam a caracterizar o bairro.

Michel Milan passou parte significativa de sua vida dedicado a urbanizar o bairro de Vila Olímpia, falecendo aos 86 anos, tendo como seu último empreendimento o Shopping Vila Olímpia. 